# Alessandro Arcangeli
Alessandro Arcangeli (Macerata, 24 ottobre 1910 – 4 gennaio 1954) è stato un politico italiano.